# 中部公約組織
中部公約組織（英語：Central Treaty Organization，簡稱CENTO，又譯中東條約組織）成立於1955年，由巴格達公約演變而來，成員國為伊拉克、土耳其、巴基斯坦、伊朗、英國。該組織為亞洲中東地區的跨國區域性安全組織，組織以軍事合作為主。1955年2月24日巴格達公約於伊拉克首都巴格達簽訂，同年4月15日生效。總部設於伊拉克首都巴格達。1959年3月，成員國之一伊拉克退出巴格達公約，組織總部亦從原來巴格達遷至土耳其安卡拉，改稱為中部公約組織，同時並接納美國為觀察國。1979年，主要成員國之一的伊朗發生政變，該組織也隨即瓦解。

## 历史
1953年起，美國分別同土耳其、伊拉克、伊朗等國先後締結雙邊軍事協定。1955年2月24日，伊拉克和土耳其在巴格達簽訂《互助合作公約》，即《巴格達公約》。1955年7月1日，巴基斯坦宣布土巴條約併入巴格達公約，9月23日正式參加了這個條約，1955年10月當時由親美的薩依蒂將軍領導的伊朗政府，也宣布加入巴格達公約。
1955年11月，所有成員國齊集巴格達，宣布巴格達條約組織正式建立；組成了部長理事會和軍事、經濟、反顛覆、聯絡等委員會；決定將總部設在巴格達，由一位秘書長領導，常設秘書處，以主持日常工作；伊拉克奧尼·哈利迪當選為首任秘書長。美國沒有正式加入，以「觀察員」身份列席巴格達條約組織的會議。
1959年3月，成員國之一伊拉克退出巴格達公約，組織總部亦從原來巴格達遷至土耳其安卡拉，改稱為中部公約組織。

## 國際看法
英國希望巴格達條約能「成長為中東的一個北大西洋公約組織」。
蘇聯對此公約表達批評，認為不應將中東國家加入類似北大西洋公約組織一般的軍事組織，認為美英兩國藉此進入中東地區。
在蘇聯發表申明後，埃及的輿論普遍支持，反對公約的簽署。
中華人民共和國對當時伊朗加入表示遺憾。

## 中部公約組織成員國
| 成員國及觀察員國 | 所屬地位 | 政治体制   | 加入日期       | 退出日期      |
| ---------------- | -------- | ---------- | -------------- | ------------- |
| 伊拉克王國       | 成員國   | 君主立宪制 | 1955年4月15日  | 1959年3月24日 |
| 土耳其           | 成員國   | 議會共和制 | 1955年4月15日  | 1979年3月15日 |
| 英国             | 成員國   | 君主立憲制 | 1955年4月15日  |               |
| 巴基斯坦         | 成員國   | 回教共和國 | 1955年9月23日  | 1979年3月12日 |
| 伊朗             | 成員國   | 君主立憲制 | 1955年10月23日 | 1979年3月13日 |
| 美国             | 觀察員國 | 联邦共和制 |                |               |

## 历任秘书长
每三年由CENTO理事会任命。历任秘书长如下：
| 秘书长                | 英文                 | 国籍       | 任期                    |
| --------------------- | -------------------- | ---------- | ----------------------- |
| 奥尼·哈利迪           | Awni Khalidy         | 伊拉克王國 | 1955年11月 - 1958年12月 |
| 奥斯曼·阿里·贝格      | Osman Ali Baig       | 巴基斯坦   | 1959年1月 - 1961年12月  |
| 阿巴斯·阿里·卡拉巴里  | Abbas Ali Khalatbari | 伊朗       | 1962年1月 - 1968年1月   |
| 图尔古特·梅内曼吉奥卢 | Turgut Menemencioğlu | 土耳其     | 1968年1月 - 1972年2月   |
| 纳赛尔·阿塞尔         | Nasir Assar          | 伊朗       | 1972年2月 - 1975年1月   |
| 于米特·哈鲁克·巴玉肯  | Ümit Haluk Bayülken  | 土耳其     | 1975年1月 - 1977年8月   |
| 萨达·哈桑·迈赫穆德    | Sidar Hasan Mahmud   | 巴基斯坦   | 1977年8月 - 1978年3月   |
| 卡姆兰·葛隆           | Kamuran Gürün        | 土耳其     | 1978年3月 - 1979年3月   |